# 薛季昶
薛季昶（7世纪—706年），唐朝官员，绛州龙门县（今山西省河津市）人。
武则天时，薛季昶上书，于是以布衣拜监察御史，审理案件，颇称武则天旨意。长寿年间，擢升为给事中、御史中丞。万岁通天元年（696年），为河北道按察使。夏官郎中侯味虚谎报契丹敌情，藁城尉吴泽作恶多端，都被他处死，于是威震远近。久视元年（700年）为雍州长史，在任以严厉为政。长安二年（702年），为山东防御军大使以备突厥。后为洛州长史。神龙元年（705年），参与神龙政变，跟随张柬之诛杀张易之兄弟，以功擢为户部侍郎。又劝敬晖等杀武三思，敬晖不从。武三思得到唐中宗信任，薛季昶于是被贬为儋州司马，途中服毒自尽。

## 延伸阅读
[在维基数据编辑]
 《舊唐書·卷185上》，出自刘昫《舊唐書》
 《新唐書·卷120》，出自《新唐書》